# Mecano
Mecano (Мекано) — испанская поп-группа, бывшая на пике своей популярности в конце 1980-х и в начале 1990-х годов. «Mecano» стала одним из самых известных и влиятельных испанских музыкальных коллективов как в Испании, так и за рубежом. Группа пользуется популярностью в Италии, Франции и странах Латинской Америки.
Творчество коллектива можно разделить на два периода: в 1982—1986 годах группа выпустила серию альбомов в стиле техно-поп, которые завоевали популярность в Испании, а с 1986 года с выпуском альбома Entre el Cielo y el Suelo группа приобрела международную славу благодаря смешению попа, рока, фламенко и традиционных латинских ритмов.

## О группе
Группа образовалась в Мадриде в начале 1980-х годов, когда после смерти Франко Испания наблюдала всплеск культурной активности, получившей название «мадридское движение» (la movida madrileña). C выпуском дебютного альбома Mecano (1982) группа стала одним из самых ярких представителей этой эпохи.
Альбом пользовался огромной популярностью в Испании, и всего за несколько недель было распродано более 100 тыс. копий. Такие песни, как «Hoy no me puedo levantar» (Сегодня я не могу подняться), «Perdido en mi habitación» (Потерявшись в своей комнате), «Me colé en una fiesta» (Я пробрался на вечеринку), «Maquillaje» (Макияж) стали легко узнаваемой классикой испанской популярной музыки.
Второй и третий альбомы группы, ¿Dónde está el país de las hadas? (1983) и Ya viene el sol (1984), следовали той же формуле, но достигли заметно меньшего успеха.
Mecano этого периода можно сравнить с другими техно-поп и поп-группами новой волны, такими как Ultravox, Duran Duran, Гэри Ньюман или даже ABBA. В звучании группы большую роль играли синтезаторы и драм-машины, и большинство песен было построено на сложных, но чётких ритмах. Особую привлекательность композициям придавали мелодии и яркий вокал Аны Торрохи.
После 1986 года Mecano переориентировалось с техно-попа на смесь попа, рока и традиционных латинских ритмов. Этот период выработал «фирменный» звук коллектива, во многом благодаря которому группа стала известна и популярна за пределами Испании.
Первый и самый известный альбом этого периода, Entre el Cielo y el Suelo, стал настоящим прорывом для группы, будучи первым в истории Испании альбомом, достигшим одного миллиона копий по продажам. Песни Cruz de navajas («Крест из ножей»), Hijo de la luna («Сын луны»), Me cuesta tanto olvidarte («Мне так тяжело забыть тебя») получили высокую оценку как у критиков, так и у фанатов группы.
В этот период стиль Mecano стал радикально отличаться от предыдущих записей. Если раньше большинство песен было написано Начо Кано, то начиная с 1986 года его брат Хосе Мария стал доминировать в текстах и мелодиях. Самые известные хиты с последующих альбомов принадлежат именно ему. Если основными темами текстов группы периода записи первого альбома были алкоголь, вечеринки и подростковая злость, то ядром текстов Хосе Кано являются сложные отношения между мужчиной и женщиной, причём обычно с трагическим концом.
Песня «Hijo de la luna» (Сын луны) рассказывает о том, как цыганка просит Луну о муже, Луна же требует взамен отдать ей их первого сына. Ребёнок рождается с белой кожей, и цыган, подозревая жену в неверности, убивает её и оставляет мальчика на вершине горы, откуда Луна забирает мальчика к себе. Песня была переведена на итальянский (Figlio della Luna) и французский (Dis-moi Lune d'argent), была исполнена Монсеррат Кабалье, позже Сарой Брайтман и Марио Франгулисом.
Песня «Cruz de navajas» рассказывает историю о супружеской измене, а песня «Naturaleza muerta» рассказывает испанскую легенду о рыбаке, отправившемся в море, и о его невесте, которая его так и не смогла дождаться и превратилась в белый камень, покрытый солью и кораллами. Песня «Esto no es una canción» рассказывает о том, как легко начать употреблять наркотики и что случается потом. «Dali» посвящён испанскому гению Сальвадору Дали. «Aire», а также «Mujer contra mujer» — о проблемах однополой любви в современном обществе. Песня «Heroes de la Antartida» — о погибших героях-первооткрывателях Антарктиды.
Группа также стала часто записывать тексты на социальные («No hay marcha en Nueva York») или исторические («Laika») темы.
Последующие альбомы пользовались похожей популярностью, часто ставя новые рекорды по количеству продаж. В 1993 году группа объявила о «временном перерыве», который продолжался до 1998 года, когда был выпущен альбом Ana | Jose | Nacho, на котором помимо старых песен присутствовали 7 новых композиций с минимальной обработкой. Альбом не получил высоких оценок критиков и широкой публики, и группа окончательно распалась в 1998 году.
Все трое участников коллектива с тех пор работают над сольными проектами, но только Ана Торроха добилась сравнительного успеха. В 2006 году под руководством Начо Кано вышел мюзикл Hoy no me puedo levantar по мотивам песен группы. Мюзикл, представленный на сценах Испании и Мексики, пользуется популярностью как у публики, так и у критиков.

## Состав
- Ана Торроха (исп. Ana Torroja) — вокал
- Начо Кано (исп. Nacho Cano) — синтезаторы, гитары, вокал
- Хосе Мария Кано (исп. José Maria Cano) — гитара, синтезаторы, вокал

## Дискография
- 1982 Mecano
- 1983 ¿Dónde está el país de las hadas?
- 1984 Ya viene el sol
- 1985 Lo último de Mecano (раритеты и концертные версии)
- 1986 Entre el cielo y el suelo
- 1988 Descanso dominical
- 1991 Aidalai
- 1998 Ana | Jose | Nacho (сборник + 7 новых песен)

## Интересные факты
- Почти все песни написаны одним из братьев Кано в мужском роде и от мужского лица, но исполняет их Ана, что часто придает текстам новые значения.
- Пенелопа Крус получила свою первую кинематографическую роль в клипе La fuerza del destino («Сила судьбы»). В этот период, кстати, Пенелопе Крус была подружкой Начо Кано (Nacho Cano).
- Инструментал «1917» из альбома Aidalai (1991) посвящён революции в России, а песня Laika с альбома Descanso dominical (1988) — советской собаке-космонавту, первому живому существу побывавшему в космосе — Лайке.